# Operator rozmiaru
Operator rozmiaru – operator dostępny w określonym języku programowania, który działając na podanym argumencie, określa rozmiar (wielkość) wybranego elementu, wyrażony w wybranej jednostce miary, np. bajtach lub słowach maszynowych. Jest to operator jednoargumentowy, który może być stosowany w wyrażeniach. Może on być stosowany także w wyrażeniach stałych. Operator taki dostępny jest w składni języków programowania, takich jak np. C, C++: sizeof(dana). W innych językach, w których brak jest takiego operatora, do wykonania operacji określenia rozmiaru stosuje się inne rozwiązania, takie jak np. podprogramy, w tym podprogramy standardowe: wbudowane lub biblioteczne, np. Turbo Pascal: funkcja sizeof(dana), rzadziej za pomocą innych konstrukcji, np. Ada: dana'Size (tzw. atrybuty) i inne. Badanym elementem może być konkretna dana lub typ danych. Zastosowanie operatora rozmiaru do typu danych lub zadeklarowanej zmiennej tworzy wyrażenie stałe, którego wartość może zostać wyznaczona już na etapie kompilacji.
Operator rozmiaru w językach programowania:
- C : sizeof(dana)[1][2][3][4]
- C++ : sizeof(typ), sizeof (dana)[4][7]
- C# : sizeof(dana)[8][9][10]

We wszystkich wyżej wymienionych językach słowo kluczowe reprezentujące operator rozmiaru (sizeof) jest słowem zastrzeżonym.